# Bucculatrix curvilineatella
Bucculatrix curvilineatella är en fjärilsart som beskrevs av Alpheus Spring Packard 1869. Bucculatrix curvilineatella ingår i släktet Bucculatrix och familjen kronmalar. Inga underarter finns listade i Catalogue of Life.